# Jacob Jordaens

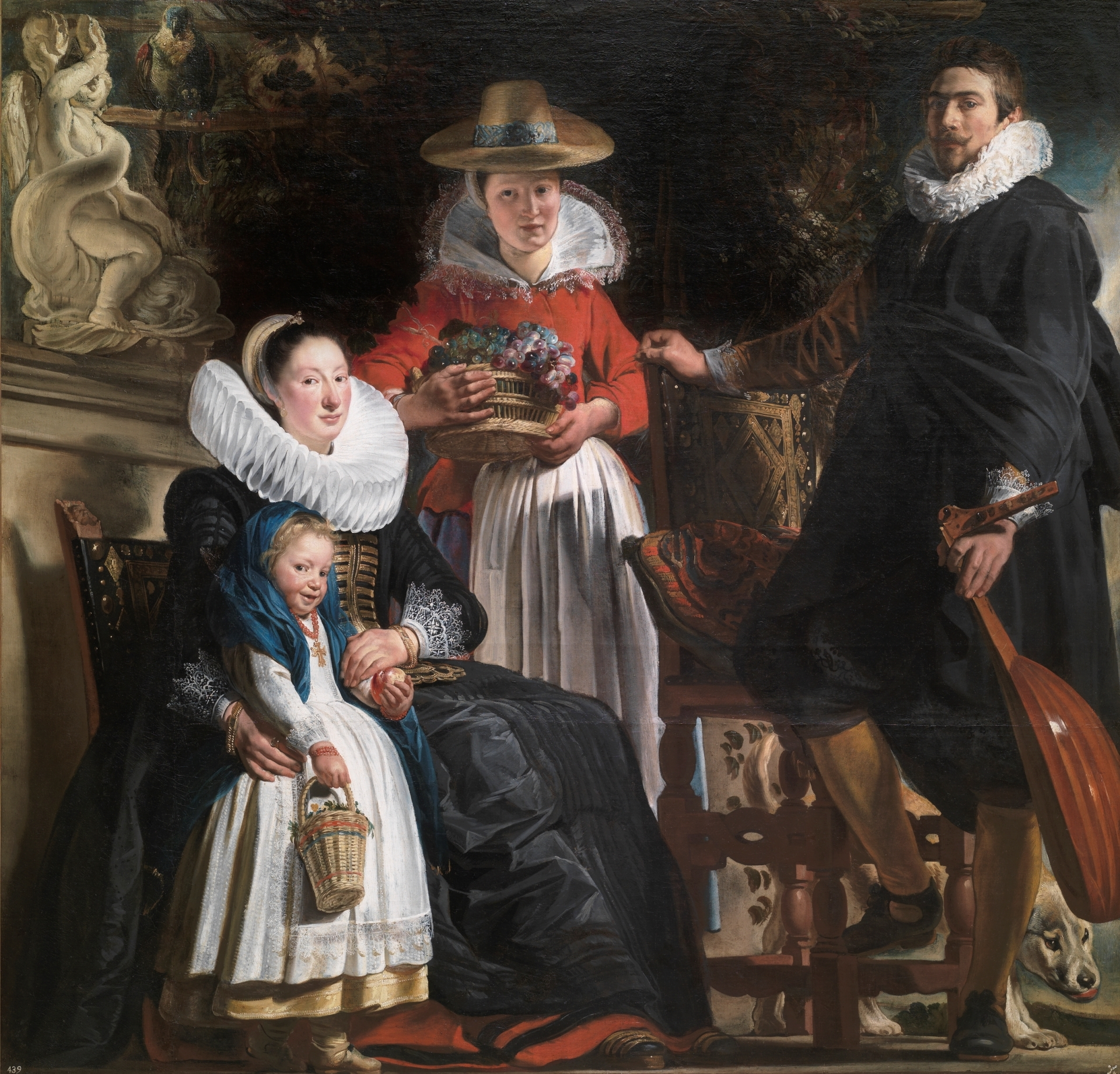
Retrato de uma família (Madrid, Museu do Prado)

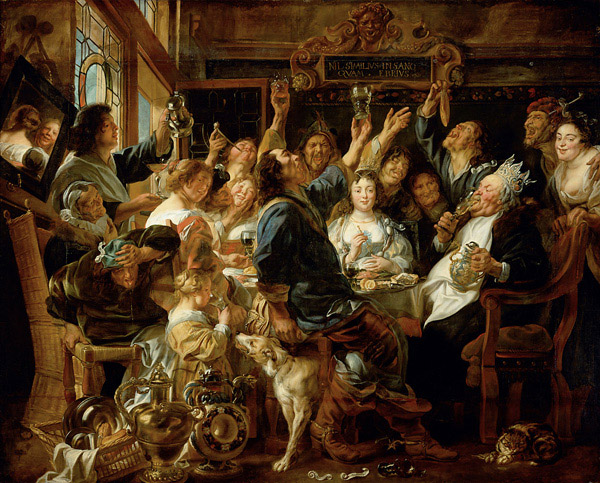
O Rei Bean, Museu Hermitage, São Petersburgo

Jacob Jordaens (Antuérpia, 19 de Maio de 1593 — Antuérpia, 18 de Outubro de 1678) foi um pintor brabantino barroco do século XVII, foi um dos principais membros junto a Peter Paul Rubens e Anthony van Dyck da Escola de Antuérpia.

## Biografia
Jacob Jordaens nasceu em 19 de maio de 1593, o primeiro dos onze filhos, para o rico comerciante de linhos Jacob Jordaens Sr. e Barbara van Wolschaten em Antuérpia. Pouco se sabe sobre a educação no início do Jordaens. Pode-se supor que ele recebeu as vantagens da educação normalmente fornecida para crianças de sua classe social. Esta hipótese é apoiada por sua caligrafia clara, a sua competência em francês e em seu conhecimento da mitologia. Jordaens teve uma familiaridade com temas bíblicos é evidente em suas muitas pinturas religiosas, e sua interação pessoal com a Bíblia foi fortalecida por sua posterior conversão do catolicismo para o protestantismo.
Os seus quadros versam principalmente temas populares e de mitologia. Foi aprendiz de Adam van Noort, tal como Rubens, por quem se deixou influenciar. 
O tratamento da luz em claro e escuro é uma das suas características sendo considerado um dos maiores pintores flamengos do seu tempo.